# Viuda alegre
Viuda Alegre es una telenovela chilena dirigida por Vicente Sabatini Downey y emitida por Televisión Nacional de Chile desde el 10 de marzo hasta el 1 de septiembre de 2008, reemplazando a Amor por accidente y sucediendo a Hijos Del Monte. Es protagonizada por Claudia Di Girolamo, Alfredo Castro, Marcelo Alonso y Francisco Reyes.

## Argumento
En el pueblo costero de Playa Chica, los lugareños se han reunido para despedir simbólicamente a uno de los ciudadanos más queridos e ilustres del lugar, quien responde el nombre de José Pablo Zulueta (Alfredo Castro). Este millonario carismático, amable, galante y tradicionalista, patriarca de una familia reconstituida, dueño de una empresa de productos congelados y del club de yates del balneario ha naufragado y no se ha vuelto a saber de él.
Hace un mes el yate en el que navegaba José Pablo fue atrapado por una tormenta en medio del mar; a consecuencia de eso, el yate se perdió a la deriva y el cuerpo del tripulante aún no ha sido encontrado hasta ahora. Beatriz Sarmiento (Claudia Di Girólamo), una mujer ejecutiva, atractiva y muy enamoradiza con quien el difunto estaba casado, aún no puede creer ni afrontar la cruda realidad de que su cuarto esposo haya muerto sin motivo ni razón, al igual que sus otros tres maridos que fallecieron por causas muy extrañas y en las circunstancias más absurdas, legándole, eso sí, fortuna e hijos.
En medio del cortejo mar adentro, y mientras desde las barcazas lanzan coronas de flores para despedir a José Pablo, al que todos conocen como el querido "Pepe", el ruido de una embarcación distrae a los pueblerinos: es Rodrigo Zulueta (Marcelo Alonso), hermano menor del difunto que viene a despedirlo. El alboroto es grande. Al igual que el flechazo instantáneo que se producirá entre Beatriz y Rodrigo.
Se acontece la llegada de la recién nombrada Capitana Sofía Valdebenito (Paz Bascuñán), hija de Beatriz, a hacerse cargo del puesto como nueva autoridad de dirección de la moderna Subcomisaría de Carabineros de Playa Chica, donde trabajan sólo hombres -casi todos mayores que ella-, y así se alterará radicalmente la tranquila rutina y el sereno estilo de vida de una Policía que casi no trabaja. Por otro lado, en el pueblo ocurre la inesperada llegada de Santiago Balmaceda (Francisco Reyes), un acaudalado empresario proveniente de la Capital que se encuentra como testigo encubierto bajo la identidad de Simón Díaz, el que quedará a cargo de Sofía; el inesperado encuentro entre ambos hace que revolucionen su corazón.
La mayoría de los carabineros del pueblo son demasiado machistas, a tal grado de que no estarán muy de acuerdo con la llegada de una mujer al grupo, y mucho menos como superiora; en especial el Suboficial Mayor Edgardo Mancilla (Luis Alarcón), la anterior autoridad a cargo de la Subcomisaría, quien hace años ya debió jubilarse, y mantiene un romance secreto con Norita Norambuena (Delfina Guzmán) madre de su compañero y superior en rango, el Sargento Hermógenes León (Rodrigo Pérez) a quien el destino le tiene guardada una increíble sorpresa con dos mujeres recién llegadas a Playa Chica, la seductora Susana Pizarro (María José Necochea) y la servicial Adela Velásquez (Roxana Campos). Mancilla no puede soportar que nadie lo releve de su cargo de dirigir la Subcomisaría, por lo que hará todo lo posible por quitar de su puesto a Sofía, llegando incluso a tenderle trampas para acusarla con el General Director de la Policía, aunque no consiga demasiado éxito.
Por su parte, el joven Cabo Motorizado Andrés Tapia (Néstor Cantillana) estará muy feliz con la llegada de Sofía a Playa Chica y es el único que la apoyará en todas sus órdenes y exigencias, demostrando un alto nivel de respeto y lealtad a su superiora. Además, tendrá serios problemas de amor con Paola Zulueta (Adela Secall), la única hija de Pepe, una chica sensual y provocativa de clase social distinta y la más deseada por todos los hombres del pueblo; sin embargo, ella es demasiado orgullosa y caprichosa, al punto de que no tiene ojos para ninguno, pues mantiene una relación secreta y muy obsesiva con su hermanastro, Franco Fonseca (Ricardo Fernández), hijo de Beatriz y medio hermano mayor de Sofía. Para poder conquistarla, Andrés estará dispuesto a todo con demostrar que, a pesar de ser humilde, tiene un buen corazón, y solicitará de antemano la valiosa e inestimable ayuda de su buena amiga de la infancia, Carolina Zapata (Begoña Basauri), quien por esas casualidades de la vida, también resulta ser la mejor amiga de Paola. Lo que Andrés no se imagina es que Carolina terminará enamorándose de él y luchará por lograr que su amor sea correspondido, incluso si esto implica pelearse con Paola, quien se involucraría con el policía.
Mientras, Javiera Balmaceda (Francisca Lewin), la rebelde y malcriada hija de Santiago, se verá obligada a acostumbrarse a la nueva identidad de Sabina Díaz, al mismo tiempo de tener que lidiar con la rústica y precaria vida de su nuevo hogar, olvidando por completo los lujos y las comodidades de la Capital, especialmente darse a la idea de que no podrá volver a ver al hombre de quién ella está enamorada y no es del agrado de Santiago. Para Javiera, su proceso será complicado en comparación con el de su padre, pero pronto encontrará en Franco, quien es un trabajador carismático y un conquistador empedernido, una excelente vía de escape. 
Misteriosamente, encuentran a Pepe sano y salvo, lo que acarreará una serie de problemas a la relación de Beatriz y su hermano Rodrigo, quienes ya se habían casado previamente. Pepe tendrá que entablar una lucha sin cuartel en contra de su propio hermano por recuperar el amor de Beatriz; mientras que Rodrigo sufrirá una crisis sentimental al enamorarse de la mejor amiga de la viuda, Emilia Recart (Taira Court).
Luego de un tiempo, se devela una relación secreta entre Pepe y una bella joven llamada Melinka Vivanco (Daniela Lhorente), quien es hija de Cóndor Vivanco (José Soza), y también hermana de Yagán Vivanco (Álvaro Morales), un buzo y pescador del pueblo quien resulta ser el antiguo amor de Sofía. Melinka tiene un carácter duro y fuerte, además de ser la única mujer buzo en todo el pueblo, solo por ser hija de Cóndor, a quien todos quieren y consideran como una chica dulce, romántica y soñadora en busca del amor; pero debajo de esta apariencia se esconde una temible, egoísta y codiciosa mujer, que ansía encontrar a un hombre que le permita obtener lujos y riquezas, para esto, intentará eliminar a Beatriz y apoderarse de Pepe para siempre, lo que se transformará en una enfermiza obsesión.
La paz en la que solía vivir este lugar costero, pronto será reemplazada por el caos. Los días de asueto de la Policía se terminarán cuando extrañamente los delitos se apoderen de esta playa a la que retornan viejos amores del pasado para recuperar hijos abandonados y mujeres que buscarán la identidad del padre de sus niños inseminados artificialmente.

## Reparto
- Claudia Di Girolamo como Beatriz Sarmiento[4][5]
- Alfredo Castro como José Pablo Zulueta
- Francisco Reyes como Santiago Balmaceda[6]
- Paz Bascuñán como Sofía Valdebenito[7]
- Ricardo Fernández como Franco Fonseca
- Francisca Lewin como Javiera Balmaceda[8]
- Marcelo Alonso como Rodrigo Zulueta[9]
- Amparo Noguera como Kathy Meneses
- Mauricio Pešutić como Sandro Zapata
- Delfina Guzmán como Nora Norambuena
- Luis Alarcón como Edgardo Mancilla
- José Soza como Cóndor Vivanco
- Álvaro Morales como Yagán Vivanco[10]
- Néstor Cantillana como Andrés Tapia[11]
- Álvaro Espinoza como Alexis Opazo
- Adela Secall como Paola Zulueta[12]
- Roxana Campos como Adela Velásquez
- Rodrigo Pérez como Hermógenes León
- Óscar Hernández como Ramiro Opazo
- Daniela Lhorente como Melinka Vivanco
- María José Necochea como Susana Pizarro
- Taira Court como Emilia Recart
- Esperanza Silva como Teresita Rodríguez[13]
- Begoña Basauri como Carolina Zapata
- Santiago Tupper como Marco Hess
- Verónica Soffia como Guadalupe Ossandón
- Francisco Medina como Juan Carlos Peñaloza
- Sergio Silva como Wilson Palacios
- Mireya Moreno como Marta Leiva
- Luis Eduardo Campos como Pedro León

## Producción
Viuda alegre fue creada por Alejandro Cabrera y sus guiones fueron desarrollados junto a Guillermo Valenzuela, Trinidad Jiménez, Valeria Vargas y Nelson Pedrero. Las grabaciones comenzaron el 26 de diciembre de 2007, entre los estudios de TVN en Providencia y escenas exteriores en Papudo, dirigidas por Patricio González y la supervisión de Vicente Sabatini. Mientras que para la banda sonora se escogió como tema principal «Me enamora», interpretada por Juanes, que en el verano de 2008 era una de las canciones más populares en Chile. Originalmente Sabatini le tenía concedido un rol especial a Marés González, como la madre de Claudia Di Girolamo, con la intención de reencontrarlas en pantalla; sin embargo, el director desistió la idea por el complicado estado de salud de la actriz. Lo mismo ocurrió con las actrices Patricia López (Emilia Recart) y Catalina Guerra (Teresita Rodríguez), que rechazaron sus papeles por razones variadas. López por vacaciones tras el rodaje de El señor de La Querencia y Guerra por disconformidad, quién posteriormente, se unió a la adaptación chilena de Camera Café en Mega. El lanzamiento y presentación de los personajes a la prensa se realizó el 5 de marzo de 2008 en el Edificio Corporativo de Televisión Nacional de Chile y contó con la animación de Katyna Huberman.
Equipo
- Productor ejecutivo y director general: Vicente Sabatini
- Productor general: Patricio López
- Autor(es): Alejandro Cabrera, Vicente Sabaini
- Libretista: Alejandro Cabrera
- Director(es): Patricio González, Claudio López de Lérida
- Productor(es): Verónica Brañes, Carolina Bolumburu
- Fotografía: Beltrán García
- Arte: Guillermo Murua
- Escenografía: Pedro Miranda
- Ambientación: Verónica Pereda
- Iluminación: Juan Artz
- Vestuario: Pablo Núñez
- Estilista: José Luis Retamal
- Maquillaje: Ana Droguett
- Editor(es): Miguel Garrido, Nelson Valdés
- Musicalizador(es): Marco Tapia

## Recepción
Viuda alegre debutó el 10 de marzo de 2008, liderando en audiencia con un promedio de 23,0 puntos de rating, frente a las telenovelas Don Amor de Canal 13 y Mala Conducta de Chilevisión, que promediaron 17 y 15 puntos, respectivamente. Durante sus 123 emisiones mantuvo una audiencia similar a la telenovela de Canal 13 y finalizó en segundo lugar el 1 de septiembre con 20,0 puntos de rating y un peak de 22,4 puntos, mientras que Don amor, marcó en 20,5 puntos en su episodio final que fue emitido en paralelo.
En una encuesta realizada por Fundación Futuro el 15 de marzo de 2008, fue destacada como la mejor telenovela, por sobre Don amor de Canal 13 y Mala conducta de Chilevisión. Mientras que la actriz Claudia Di Girolamo obtuvo la mayor preferencia de la audiencia.

## Audiencia
| Horario               | # Eps. | Estreno             | Estreno         | Final                   | Final           | Posición  | Temporada | Promedio Final |
| Horario               | # Eps. | Data                | Primer capítulo | Data                    | Último capítulo | Audiencia | Temporada | Promedio Final |
| --------------------- | ------ | ------------------- | --------------- | ----------------------- | --------------- | --------- | --------- | -------------- |
| lunes a viernes 20:00 | 123    | 10 de marzo de 2008 | 23,0            | 1 de septiembre de 2008 | 20,0            | 1         | 2008      | 16,1           |

## Premios y nominaciones
| Año  | Premio         | Categoría                  | Nominado            | Resultado |
| ---- | -------------- | -------------------------- | ------------------- | --------- |
| 2008 | Premio APES    | Mejor actriz de televisión | Claudia Di Girolamo | Ganadora  |
| 2008 | Premios Fotech | Mejor actriz principal     | Claudia Di Girolamo | Nominada  |

## Banda sonora
| Intérprete                     | Tema                         | Personaje(s)                     | Actor(es)                            |
| ------------------------------ | ---------------------------- | -------------------------------- | ------------------------------------ |
| Juanes                         | Me enamora                   | Tema central / Beatriz y Rodrigo | Claudia di Girólamo y Marcelo Alonso |
| Julieta Venegas y Miguel Bosé  | Morena mía                   | Melinka                          | Daniela Lhorente                     |
| Britney Spears                 | Gimme More                   | Emilia                           | Taira Court                          |
| Juanes                         | Gotas de agua dulce          | Franco y Sabina                  | Ricardo Fernández y Francisca Lewin  |
| Juan Luis Guerra               | La travesía                  | Hermógenes                       | Rodrigo Pérez                        |
| Natalino                       | Desde que te vi              | Sofía y Simón                    | Paz Bascuñán y Francisco Reyes       |
| Chayanne                       | Lola                         | Teresita                         | Esperanza Silva                      |
| Eros Ramazzotti y Ricky Martin | No Estamos Solos             | Franco y Paola                   | Ricardo Fernández y Adela Secall     |
| Maná                           | El Rey Tiburón               | Yagán                            | Álvaro Morales                       |
| Alexander Pires                | Lo mejor de tu vida          | Yagán y Sofía                    | Álvaro Morales y Paz Bascuñán        |
| Fanny Lu                       | Y si te digo                 | Simón y Kathy                    | Francisco Reyes y Amparo Noguera     |
| Backstreet Boys                | Inconsolable                 | Rodrigo y Emilia                 | Marcelo Alonso y Taira Court         |
| Divina                         | Dime                         | Carolina y Andrés                | Begoña Basauri y Néstor Cantillana   |
| Maná                           | Ojalá pudiera borrarte       | Andrés y Paola                   | Néstor Cantillana y Adela Secall     |
| Gilberto Santa Rosa            | No pensé enamorarme otra vez | Norita y Edgardo                 | Delfina Guzmán y Luis Alarcón        |